# Lijst van rijksmonumenten in Utrecht (stad)
De stad en gemeente Utrecht telt in totaal 1.590 inschrijvingen in het rijksmonumentenregister, verdeeld over diverse wijken en geannexeerde kernen en gebieden. Daarmee staat het na de gemeentes  Amsterdam en Maastricht op de derde plaats in Nederland. 

## Gebieden met veel rijksmonumenten
De meeste monumenten bevinden zich in de Binnenstad van Utrecht: 1.127 rijksmonumenten in de wijk 'Binnenstad' waarvan 1.119 binnen de Stadsbuitengracht en 8 in overige buurten. De straten met de meeste rijksmonumenten in de binnenstad hebben een aparte lijst; zie voor een overzicht van die straten de sectie Binnenstad binnen de Stadsbuitengracht hieronder, en daarnaast deze drie straten buiten de binnenstad:
- Lijst van rijksmonumenten in Utrecht (stad)/Kanaalweg (16)
- Lijst van rijksmonumenten in Utrecht (stad)/Maliebaan (33)
- Lijst van rijksmonumenten in Utrecht (stad)/Maliesingel (12)

Ook zijn er aparte lijsten voor de volgende begraafplaatsen:
- Lijst van rijksmonumenten op begraafplaats Sint Barbara - 10 rijksmonumenten (Tuindorp-Oost, wijk Noordoost)
- Lijst van rijksmonumenten op begraafplaats Kovelswade - 13 rijksmonumenten (Lodewijk Napoleonplantsoen en omgeving, wijk Oost)
- Lijst van rijksmonumenten op begraafplaats Soestbergen - 26 rijksmonumenten (Watervogelbuurt, wijk Oost)

Ook een aantal onderdelen van de Nieuwe Hollandse Waterlinie binnen de gemeente Utrecht hebben een eigen lijst:
- Lijst van rijksmonumenten op Fort aan de Klop
- Lijst van rijksmonumenten rond Fort de Gagel
- Lijst van rijksmonumenten op Fort Blauwkapel
- Lijst van rijksmonumenten op Fort de Bilt
- Lijst van rijksmonumenten op Fort Hoofddijk
- Lijst van rijksmonumenten werken tussen Fort De Bilt en de Lunetten
- Lijst van rijksmonumenten Lunetten op de Houtense Vlakte

De rijksmonumenten in de ingelijfde dorpen en gebieden De Meern, Vleuten, Haarzuilens en Pijnenburg zijn opgenomen in:
- Lijst van rijksmonumenten in De Meern
- Lijst van rijksmonumenten in Vleuten
- Lijst van rijksmonumenten in Haarzuilens
- Voor de polder Rijnenburg, zie de sectie 'Rijnenburg' in dit artikel.

Hieronder volgt een overzicht van alle bovengenoemde én overige rijksmonumenten opgedeeld naar wijk en buurt.

## Binnenstad
De wijk Binnenstad omvat volgens de wijkindeling die het gemeentebestuur hanteert, naast de oude binnenstad binnen de Stadsbuitengracht ook de buurten Hooch Boulandt, Bleekstraat en omgeving en Hoog Catherijne, NS, Jaarbeurs. Deze wijk kent totaal 1.127 rijksmonumenten in verschillende buurten. Zie hieronder een overzicht.

### Binnenstad binnen de Stadsbuitengracht
De oude binnenstad (het gebied binnen de Stadsbuitengracht), kent totaal 1.119 rijksmonumenten.
De straten met de meeste rijksmonumenten hebben aparte lijsten; met bij elkaar opgeteld 790 rijksmonumenten. Zie hieronder een overzicht.
Voor de overige 329 rijksmonumenten verspreid door andere straten in de oude binnenstad, zie de Lijst van rijksmonumenten in Utrecht (stad)/Binnenstad.
- Lijst van rijksmonumenten in Utrecht (stad)/Achter de Dom (11)
- Lijst van rijksmonumenten in Utrecht (stad)/Achter Sint Pieter (16)
- Lijst van rijksmonumenten in Utrecht (stad)/Boothstraat (11)
- Lijst van rijksmonumenten in Utrecht (stad)/Breedstraat (11)
- Lijst van rijksmonumenten in Utrecht (stad)/Brigittenstraat (14)
- Lijst van rijksmonumenten in Utrecht (stad)/Choorstraat (10)
- Lijst van rijksmonumenten in Utrecht (stad)/Domplein (13)
- Lijst van rijksmonumenten in Utrecht (stad)/Drift (15)
- Lijst van rijksmonumenten in Utrecht (stad)/Hamburgerstraat (14)
- Lijst van rijksmonumenten in Utrecht (stad)/Herenstraat (15)
- Lijst van rijksmonumenten in Utrecht (stad)/Janskerkhof (23)
- Lijst van rijksmonumenten in Utrecht (stad)/Kromme Nieuwegracht (50)
- Lijst van rijksmonumenten in Utrecht (stad)/Lange Nieuwstraat (34)
- Lijst van rijksmonumenten in Utrecht (stad)/Lijnmarkt (33)
- Lijst van rijksmonumenten in Utrecht (stad)/Mariaplaats (14)
- Lijst van rijksmonumenten in Utrecht (stad)/Minrebroederstraat (11)
- Lijst van rijksmonumenten in Utrecht (stad)/Nieuwegracht (102)
- Lijst van rijksmonumenten in Utrecht (stad)/Oudegracht (223)
- Lijst van rijksmonumenten in Utrecht (stad)/Oudkerkhof (13)
- Lijst van rijksmonumenten in Utrecht (stad)/Plompetorengracht (21)
- Lijst van rijksmonumenten in Utrecht (stad)/Springweg (24)
- Lijst van rijksmonumenten in Utrecht (stad)/Trans (16)
- Lijst van rijksmonumenten in Utrecht (stad)/Twijnstraat (22)
- Lijst van rijksmonumenten in Utrecht (stad)/Van Asch van Wijckskade  (19)
- Lijst van rijksmonumenten in Utrecht (stad)/Vismarkt (13)
- Lijst van rijksmonumenten in Utrecht (stad)/Voorstraat (17)
- Lijst van rijksmonumenten in Utrecht (stad)/Wittevrouwenstraat (14)
- Lijst van rijksmonumenten in Utrecht (stad)/Zuilenstraat (11)

### Bleekstraat en omgeving
De buurt Bleekstraat en omgeving kent de volgende rijksmonumenten:  
| Object                                                                    | Oorspronkelijke functie? | Bouwjaar             | Architect | Locatie      | Coördinaten?                | Nr.?  | Afbeelding        |
| ------------------------------------------------------------------------- | ------------------------ | -------------------- | --------- | ------------ | --------------------------- | ----- | ----------------- |
| Hoekpand met verdieping en kapverdieping onder met pannen gedekt zadeldak | Werk-woonhuis            | 18e eeuw (oorsprong) |           | Westerkade 1 | 52° 4' 51" NB, 5° 7' 24" OL | 46950 | Meer afbeeldingen |

### Hooch Boulandt
De buurt Hooch Boulandt kent de volgende 4 rijksmonumenten:
| Object                  | Oorspronkelijke functie? | Bouwjaar  | Architect | Locatie             | Coördinaten?                | Nr.?   | Afbeelding        |
| ----------------------- | ------------------------ | --------- | --------- | ------------------- | --------------------------- | ------ | ----------------- |
| Hygiënisch Laboratorium | Onderwijs en wetenschap  | 1893-1910 |           | Catharijnesingel 61 | 52° 5' 11" NB, 5° 7' 0" OL  | 514458 | Meer afbeeldingen |
| Sterrehof               | Woonhuis                 | 1873      |           | Sterrenhof 2        | 52° 5' 11" NB, 5° 6' 56" OL | 514455 | Meer afbeeldingen |
| Sterrehof               | Woonhuis                 | 1873      |           | Sterrenhof 4        | 52° 5' 12" NB, 5° 6' 55" OL | 514456 | Meer afbeeldingen |
| Sterrehof               | Woonhuis                 | 1873      |           | Sterrenhof 10       | 52° 5' 11" NB, 5° 6' 55" OL | 514454 | Meer afbeeldingen |

### Hoog Catherijne, NS, Jaarbeurs
De buurt Hoog Catharijne, Centraal Station, Jaarbeurs kent de volgende 3 rijksmonumenten: 
| Object                                                          | Oorspronkelijke functie? | Bouwjaar             | Architect                 | Locatie                | Coördinaten?                | Nr.?   | Afbeelding        |
| --------------------------------------------------------------- | ------------------------ | -------------------- | ------------------------- | ---------------------- | --------------------------- | ------ | ----------------- |
| Schoolgebouw, gebouwd als Utrechtse Industrie en Huishoudschool | Onderwijs en wetenschap  | 1939-1940            | Hermann Friedrich Mertens | Laan van Puntenburg 2  | 52° 5' 15" NB, 5° 6' 49" OL | 514457 | Meer afbeeldingen |
| Tot kantoor verbouwd woonhuis                                   | Handel en kantoor        | 1912                 | L. Verbeek                | Van Sijpesteijnkade 25 | 52° 5' 27" NB, 5° 6' 26" OL | 514459 | Meer afbeeldingen |
| Hoofdgebouw I, Hoofdgebouw II en Hoofdgebouw III (De Inktpot)   | Handel en kantoor        | ca. 1870, 1895, 1920 | diversen                  | Moreelsepark 1 t/m 3   | 52° 5' 19" NB, 5° 6' 50" OL | 46955  | Meer afbeeldingen |

## Leidsche Rijn
De wijk Leidsche Rijn kent 13 rijksmonumenten verdeeld over verschillende buurten. Zie hieronder een overzicht.

### Hoge Weide
De buurt Hoge Weide kent de volgende 3 rijksmonumenten:
| Object               | Oorspronkelijke functie? | Bouwjaar       | Architect | Locatie         | Coördinaten?                | Nr.?   | Afbeelding        |
| -------------------- | ------------------------ | -------------- | --------- | --------------- | --------------------------- | ------ | ----------------- |
| Ter Weide: schuur    | Boerderij                |                |           | Hogeweide bij 1 | 52° 5' 42" NB, 5° 3' 59" OL | 522637 | Upload foto       |
| Ter Weide: boerderij | Boerderij                | 1898           |           | Hogeweide 1     | 52° 5' 26" NB, 5° 4' 17" OL | 514295 | Upload foto       |
| Schuur               | Boerderij                | begin 20e eeuw |           | Hogeweide 6     | 52° 5' 26" NB, 5° 4' 17" OL | 522639 | Upload foto       |
| De Hoef              | Boerderij                | 1906           |           | Hogeweide 6     | 52° 5' 26" NB, 5° 4' 18" OL | 514600 | Meer afbeeldingen |

### Leidsche Rijn Centrum
De buurt Leidsche Rijn Centrum kent de volgende 3 rijksmonumenten:
| Object               | Oorspronkelijke functie? | Bouwjaar  | Architect | Locatie         | Coördinaten?                | Nr.?   | Afbeelding        |
| -------------------- | ------------------------ | --------- | --------- | --------------- | --------------------------- | ------ | ----------------- |
| Ter Weide: zomerhuis | Boerderij                | 1900      |           | Hogeweide 1A    | 52° 5' 42" NB, 5° 3' 59" OL | 514296 | Meer afbeeldingen |
| Ter Weide: hekwerk   | Erfscheiding             | 1900-1910 |           | Hogeweide bij 1 | 52° 5' 24" NB, 5° 4' 6" OL  | 514297 | Upload foto       |

### Park Voorn
Het Park Voorn kent de volgende 5 rijksmonumenten
| Object                                 | Oorspronkelijke functie?  | Bouwjaar                   | Architect | Locatie          | Coördinaten?               | Nr.?   | Afbeelding        |
| -------------------------------------- | ------------------------- | -------------------------- | --------- | ---------------- | -------------------------- | ------ | ----------------- |
| Restanten ridderhofstad Voorn          | Archeologisch monument    | middeleeuwen               |           | Bij Park Voorn   | 52° 5' 6" NB, 5° 4' 20" OL | 522611 | Meer afbeeldingen |
| Park Voorn                             | Kasteel, buitenplaats     | 1873                       |           | Park Voorn 1     | 52° 4' 57" NB, 5° 4' 9" OL | 526705 | Meer afbeeldingen |
| Park Voorn: historische parkaanleg     | Tuin, park en plantsoen   | eind 18e of begin 19e eeuw |           | Park Voorn bij 1 | 52° 5' 2" NB, 5° 4' 17" OL | 528560 | Meer afbeeldingen |
| Park Voorn: kasteelruïne Huis te Voorn | Bijgebouwen kastelen enz. | middeleeuwen               |           | Park Voorn bij 1 | 52° 4' 57" NB, 5° 4' 9" OL | 528561 | Meer afbeeldingen |
| Park Voorn: dienstwoning               | Bijgebouwen kastelen enz. | 18e eeuw                   |           | Park Voorn 5     | 52° 5' 7" NB, 5° 4' 16" OL | 528562 | Meer afbeeldingen |
| Het Strijland                          | Boerderij                 | 17e eeuw (oorsprong)       |           | Strijlandweg 1   | 52° 5' 7" NB, 5° 4' 25" OL | 36140  | Upload foto       |

### Rijnvliet
De buurt Rijnvliet kent de volgende rijksmonumenten:
| Object                                                     | Oorspronkelijke functie? | Bouwjaar | Architect | Locatie           | Coördinaten?                | Nr.?  | Afbeelding        |
| ---------------------------------------------------------- | ------------------------ | -------- | --------- | ----------------- | --------------------------- | ----- | ----------------- |
| Boerderij, langhuis met gepleisterde topgevel en bijgebouw | Boerderij                | 18e eeuw |           | Rijksstraatweg 12 | 52° 4' 56" NB, 5° 4' 19" OL | 37529 | Meer afbeeldingen |

### Terwijde
De buurt Terwijde kent de volgende rijksmonumenten:
| Object        | Oorspronkelijke functie? | Bouwjaar | Architect | Locatie             | Coördinaten?               | Nr.?  | Afbeelding        |
| ------------- | ------------------------ | -------- | --------- | ------------------- | -------------------------- | ----- | ----------------- |
| Hof ter Weyde | Boerderij                | 17e eeuw |           | Hof ter Weydeweg 30 | 52° 6' 4" NB, 5° 2' 41" OL | 36139 | Meer afbeeldingen |

## Noordoost
In de wijk Noordoost bevinden zich 44 rijksmonumenten verdeeld over diverse buurten. Zie hieronder een overzicht.

### Lauwerecht
De buurt Lauwerecht kent de volgende 9 rijksmonumenten:
| Object                                                                                    | Oorspronkelijke functie?  | Bouwjaar              | Architect | Locatie                        | Coördinaten?                | Nr.?   | Afbeelding        |
| ----------------------------------------------------------------------------------------- | ------------------------- | --------------------- | --------- | ------------------------------ | --------------------------- | ------ | ----------------- |
| Rijn en Zon                                                                               | Industrie- en poldermolen | 1912                  |           | Adelaarstraat 30               | 52° 5' 58" NB, 5° 6' 56" OL | 36000  | Meer afbeeldingen |
| Weerdsluis                                                                                | Brug                      | 1554 / 1613 / 1821    |           | Weerdsluis Bemuurde Weerd O.Z. | 52° 5' 53" NB, 5° 6' 52" OL | 450399 | Meer afbeeldingen |
| Breed pand van een bouwlaag met een schilddak waarvan de nok loodrecht op de straat staat | Werk-woonhuis             | eerste helft 18e eeuw |           | Bemuurde Weerd oz 62-64        | 52° 5' 58" NB, 5° 6' 47" OL | 450400 | Meer afbeeldingen |
| Groot en rijk pand                                                                        | Werk-woonhuis             | tweede helft 18e eeuw |           | Bemuurde Weerd oz 71           | 52° 5' 59" NB, 5° 6' 47" OL | 450401 | Meer afbeeldingen |
| Herenhuis                                                                                 | Handel en kantoor         | 1886                  |           | Bemuurde Weerd oz 19bis        | 52° 5' 51" NB, 5° 6' 54" OL | 514210 | Meer afbeeldingen |
| Woonhuis in Neo-Renaissance stijl                                                         | Woonhuis                  | 1898                  |           | Bemuurde Weerd oz 14           | 52° 5' 51" NB, 5° 6' 56" OL | 524002 | Meer afbeeldingen |
| Koetshuis                                                                                 | Opslag                    | 1887                  |           | Gruttersdijk 24                | 52° 5' 53" NB, 5° 6' 58" OL | 514209 | Meer afbeeldingen |
| Kokerloods                                                                                | Handel en kantoor         | laat 18e eeuw         |           | Lauwerecht 10                  | 52° 6' 1" NB, 5° 6' 45" OL  | 450344 | Meer afbeeldingen |
| Lauwerechtbrug                                                                            | Brug                      | 18e eeuw              | onbekend  | Lauwerecht                     | 52° 6' 0" NB, 5° 6' 47" OL  | 450553 | Meer afbeeldingen |

### Tuindorp
De buurt Tuindorp kent totaal 11 rijksmonumenten. 
- Voor de 10 rijksmonumenten op de begraafplaats Sint Barbara, zie de Lijst van rijksmonumenten op begraafplaats Sint Barbara (Utrecht).

Daarnaast kent de buurt nog één rijksmonument.
| Object                                                                               | Oorspronkelijke functie? | Bouwjaar | Architect | Locatie              | Coördinaten?                | Nr.?   | Afbeelding        |
| ------------------------------------------------------------------------------------ | ------------------------ | -------- | --------- | -------------------- | --------------------------- | ------ | ----------------- |
| Tuindorpkerk, vanwege het orgel met hoofdwerk en onderpositief en aangehangen pedaal | Vanwege onderdelen kerk  | 1877     |           | H.F. van Riellaan 5a | 52° 6' 17" NB, 5° 7' 40" OL | 498265 | Meer afbeeldingen |

### Tuinwijk-west
De buurt Tuinwijk-West kent één rijksmonument:
| Object                       | Oorspronkelijke functie? | Bouwjaar | Architect | Locatie     | Coördinaten?              | Nr.?   | Afbeelding        |
| ---------------------------- | ------------------------ | -------- | --------- | ----------- | ------------------------- | ------ | ----------------- |
| Orgel van de Sint-Josephkerk | Vanwege onderdelen kerk  | 1872     |           | Draaiweg 44 | 52° 6' 3" NB, 5° 7' 1" OL | 527006 | Meer afbeeldingen |

### Voordorp-Voorveldsepolder
Totaal kent de buurt Voordorp/Voorveldse polder 15 rijksmonumenten. Voor Fort de Bilt zie de Lijst van rijksmonumenten op Fort de Bilt. Daarvan liggen 13 monumenten op de noordelijk helft van het fort dat in deze buurt valt. Verder kent deze buurt de volgende 2 rijksmonumenten:
| Object | Oorspronkelijke functie? | Bouwjaar  | Architect | Locatie             | Coördinaten?                | Nr.?   | Afbeelding |
| --- | ------------------------ | --------- | --------- | ------------------- | --------------------------- | ------ | --- |
| Houten woonhuis opgetrokken in chaletstijl rond 1900 gebouwd, gelegen in de verboden kringen van het fort op de biltstraat | Fort de Bilt, woonhuis   | 1900      |           | Biltsestraatweg 108 | 52° 5' 52" NB, 5° 9' 2" OL  | 514467 | Houten woonhuis opgetrokken in chaletstijl rond 1900 gebouwd, gelegen in de verboden kringen van het fort op de biltstraat |
| Fort de Bilt, woonhuis | Woonhuis                 | 1860-1890 |           | Biltsestraatweg 78  | 52° 5' 54" NB, 5° 9' 15" OL | 514468 | Fort de Bilt, woonhuis |

### Wittevrouwen
De buurt Wittevrouwen kent de volgende 3 rijksmonumenten:
| Object                                                                                    | Oorspronkelijke functie? | Bouwjaar            | Architect     | Locatie        | Coördinaten?                | Nr.?   | Afbeelding                                                                                |
| ----------------------------------------------------------------------------------------- | ------------------------ | ------------------- | ------------- | -------------- | --------------------------- | ------ | ----------------------------------------------------------------------------------------- |
| Biltstraat 62A-68Bis                                                                      | Werk-woonhuis            | 1939-1941           | A.J. Feberwee | Biltstraat 62A | 52° 5' 43" NB, 5° 7' 46" OL | 514380 | Meer afbeeldingen                                                                         |
| Huize Gildestein, voormalige buitenplaats                                                 | Woonhuis                 | ca. 1680 (ontstaan) |               | Biltstraat 168 | 52° 5' 45" NB, 5° 8' 13" OL | 450403 | Meer afbeeldingen                                                                         |
| Poortgebouw, fabrieksgebouw bestaande uit twee bouwlagen, een kap met mazanino en kelders | Industrie                | 1813                |               | Biltstraat 172 | 52° 5' 45" NB, 5° 8' 15" OL | 450404 | Poortgebouw, fabrieksgebouw bestaande uit twee bouwlagen, een kap met mazanino en kelders |

### Zeeheldenbuurt, Hengeveldstraat en omgeving
De buurt Zeeheldenbuurt, Hengeveldstraat en omgeving kent de volgende 5 rijksmonumenten:
| Object                                                                                                | Oorspronkelijke functie? | Bouwjaar | Architect | Locatie               | Coördinaten?                | Nr.?   | Afbeelding        |
| --- | ------------------------ | -------- | --------- | --------------------- | --------------------------- | ------ | ----------------- |
| Woonhuis in zeer rijke eclectische stijl                                                              | Industrie                | 1889     |           | F.C. Dondersstraat 5  | 52° 5' 47" NB, 5° 8' 19" OL | 514367 | Meer afbeeldingen |
| Dubbel woonhuis gebouwd in overgangsarchitectuur en deel uitmakend van een karakteristieke straatwand | Woonhuis                 | 1892     |           | F.C. Dondersstraat 24 | 52° 5' 48" NB, 5° 8' 18" OL | 514368 | Meer afbeeldingen |
| Ooglijdersgasthuis                                                                                    | Gezondheidszorg          | 1892     | D. Kruijf | F.C. Dondersstraat 65 | 52° 5' 55" NB, 5° 8' 21" OL | 514369 | Meer afbeeldingen |
| 'Francisca'                                                                                           | Woonhuis                 | 1906     |           | M.H. Trompstraat 1    | 52° 5' 59" NB, 5° 8' 21" OL | 514364 | Meer afbeeldingen |

## Noordwest
De wijk Noordwest kent 7 rijksmonumenten in verschillende buurten. Zie hieronder een overzicht.

### Egelantierstraat, Mariëndaalstraat e.o.
De buurt Egelantierstraat, Mariëndaalstraat en omgeving kent 1 rijksmonument. Hieronder een overzicht.
| Object                              | Oorspronkelijke functie? | Bouwjaar | Architect | Locatie                  | Coördinaten?                | Nr.?   | Afbeelding        |
| ----------------------------------- | ------------------------ | -------- | --------- | ------------------------ | --------------------------- | ------ | ----------------- |
| Watertoren Amsterdamsestraatweg 380 | Nutsbedrijf              | 1916     |           | Amsterdamsestraatweg 380 | 52° 6' 12" NB, 5° 5' 42" OL | 514465 | Meer afbeeldingen |

### Ondiep
De buurt Ondiep kent 2 rijksmonumenten. Hieronder een overzicht.
| Object                          | Oorspronkelijke functie? | Bouwjaar | Architect | Locatie                 | Coördinaten?                | Nr.?  | Afbeelding        |
| ------------------------------- | ------------------------ | -------- | --------- | ----------------------- | --------------------------- | ----- | ----------------- |
| Poortgebouw klooster Nieuwlicht | Brug                     | ca. 1500 |           | Laan van Chartroise 168 | 52° 6' 30" NB, 5° 5' 53" OL | 36247 | Meer afbeeldingen |
| Boerderij klooster Nieuwlicht   | Boerderij                | 17e eeuw |           | Laan van Chartroise 174 | 52° 6' 30" NB, 5° 5' 52" OL | 36248 | Meer afbeeldingen |

### Pijlsweerd Noord
De buurt Pijlsweerd Noord kent de volgende rijksmonumenten:
| Object                        | Oorspronkelijke functie? | Bouwjaar       | Architect | Locatie      | Coördinaten?               | Nr.?   | Afbeelding        |
| ----------------------------- | ------------------------ | -------------- | --------- | ------------ | -------------------------- | ------ | ----------------- |
| Boerderij van het T-huis type | Boerderij                | vroeg 19e eeuw |           | Hogenoord 8A | 52° 6' 5" NB, 5° 6' 40" OL | 450367 | Meer afbeeldingen |

### Pijlsweerd Zuid
De buurt Pijlsweerd Zuid kent de volgende 3 rijksmonumenten:
| Object                                                                                      | Oorspronkelijke functie? | Bouwjaar              | Architect | Locatie             | Coördinaten?                | Nr.?   | Afbeelding        |
| ------------------------------------------------------------------------------------------- | ------------------------ | --------------------- | --------- | ------------------- | --------------------------- | ------ | ----------------- |
| EKKO                                                                                        | Woonhuis                 | 18e eeuw              |           | Bemuurde Weerd WZ 3 | 52° 5' 51" NB, 5° 6' 51" OL | 450402 | Meer afbeeldingen |
| Huis, bestaande uit twee bouwlagen, een kelder en een kap met de nok loodrecht op de straat | Werk-woonhuis            | 17e eeuw              |           | Bemuurde Weerd WZ 6 | 52° 5' 52" NB, 5° 6' 51" OL | 450363 | Meer afbeeldingen |
| Pand met gebogen voorgevel bestaande uit twee bouwlagen met mansardekap                     | Woonhuis                 | eerste helft 19e eeuw |           | Weerdsingel wz 66   | 52° 5' 50" NB, 5° 6' 52" OL | 450540 | Meer afbeeldingen |

## Oost
De wijk Oost kent totaal 192 rijksmonumenten in verschillende buurten. Zie hieronder een overzicht.

### Abstede
De buurt Abstede kent totaal 8 rijksmonumenten.
- Voor de rijksmonumenten aan de Maliesingel, zie Lijst van rijksmonumenten in Utrecht (stad)/Maliesingel. Daarvan liggen er 6 stuks in de buurt Abstede.

Daarnaast kent de buurt nog de volgende 2 rijksmonumenten:
| Object                                    | Oorspronkelijke functie? | Bouwjaar             | Architect | Locatie           | Coördinaten?              | Nr.?   | Afbeelding                                |
| ----------------------------------------- | ------------------------ | -------------------- | --------- | ----------------- | ------------------------- | ------ | ----------------------------------------- |
| Boerderij 'Het kerkehuis', huis 'De bras' | Boerderij                | 16e eeuw (oorsprong) |           | Abstederdijk 188  | 52° 5' 4" NB, 5° 8' 8" OL | 450319 | Boerderij 'Het kerkehuis', huis 'De bras' |
| Eenlaagse woning onder tentdak            | Werk-woonhuis            | 19e eeuw             |           | Abstederdijk 180A | 52° 5' 5" NB, 5° 8' 6" OL | 450337 | Meer afbeeldingen                         |

### Buiten Wittevrouwen
De buurt Buiten Wittevrouwen kent totaal 54 rijksmonumenten. 
- Voor de 33 rijksmonumenten aan de Maliebaan zie Lijst van rijksmonumenten in Utrecht (stad)/Maliebaan.
- Voor de rijksmonumenten aan de Maliesingel, zie Lijst van rijksmonumenten in Utrecht (stad)/Maliesingel. Daarvan liggen er 6 stuks in de buurt Buiten Wittevrouwen.

Daarnaast kent de buurt nog de volgende 15 rijksmonumenten in andere straten:
| Object | Oorspronkelijke functie? | Bouwjaar                            | Architect             | Locatie                        | Coördinaten?                | Nr.?   | Afbeelding        |
| --- | ------------------------ | ----------------------------------- | --------------------- | ------------------------------ | --------------------------- | ------ | ----------------- |
| Moluks Museum | Woonhuis                 | 1860-1870                           |                       | Biltstraat 95                  | 52° 5' 41" NB, 5° 7' 51" OL | 514351 | Meer afbeeldingen |
| Herenhuis met hetwerk | Woonhuis                 | 1879                                | J. Nijland            | Biltstraat 423                 | 52° 5' 43" NB, 5° 8' 6" OL  | 514366 | Meer afbeeldingen |
| Winkelwoonhuis in Neo-gotische stijl | Werk-woonhuis            | ca. 1880                            |                       | Biltstraat 469                 | 52° 5' 44" NB, 5° 8' 13" OL | 514383 | Meer afbeeldingen |
| Breyerskameren | Werk-woonhuis            | 1749                                |                       | Gasthuisstraat 2               | 52° 5' 39" NB, 5° 7' 42" OL | 36107  | Meer afbeeldingen |
| Breyerskameren | Werk-woonhuis            | 17e eeuw                            |                       | Gasthuisstraat 8               | 52° 5' 39" NB, 5° 7' 42" OL | 450365 | Meer afbeeldingen |
| Station Maliebaan | Transport                | 1873-1874                           | onbekend              | Johan van Oldenbarneveltlaan 6 | 52° 5' 16" NB, 5° 7' 52" OL | 36180  | Meer afbeeldingen |
| Speyart van Woerden's hofje | Woonhuis                 | 1876                                | A.G. Tollenaar        | Kerkstraat 41 t/m 49           | 52° 5' 36" NB, 5° 7' 54" OL | 514354 | Meer afbeeldingen |
| Speyart van Woerden's hofje | Woonhuis                 | 1876                                |                       | Kerkstraat 51 t/m 63           | 52° 5' 35" NB, 5° 7' 56" OL | 514355 | Meer afbeeldingen |
| Speyart van Woerden's hofje | Woonhuis                 | 1876                                |                       | Kerkstraat 65 t/m 73           | 52° 5' 36" NB, 5° 7' 57" OL | 514356 | Meer afbeeldingen |
| Rij van vijf gelijksoortige herenhuizen                                                                                                  | Woonhuis                 | 1865-1870                           |                       | Kruisstraat 303-311            | 52° 5' 41" NB, 5° 7' 51" OL | 514352 | Meer afbeeldingen |
| Rijks Hogere Burgerschool | Onderwijs en wetenschap  | 1866                                |                       | Kruisstraat 101                | 52° 5' 39" NB, 5° 7' 49" OL | 514370 | Meer afbeeldingen |
| Zes herenhuizen | Woonhuis                 | 1888                                |                       | Maliestraat 1                  | 52° 5' 40" NB, 5° 8' 12" OL | 514361 | Meer afbeeldingen |
| Rij van vijf aaneengesloten herenhuizen                                                                                                  | Woonhuis                 | ca. 1856                            |                       | Mgr. van de Weteringstraat 124 | 52° 5' 42" NB, 5° 8' 10" OL | 514365 | Upload foto       |
| Woonwinkelpand met lagere annex | Werk-woonhuis            | 1909                                |                       | Nachtegaalstraat 32            | 52° 5' 33" NB, 5° 7' 48" OL | 514382 | Meer afbeeldingen |
| Vijf geschakelde herenhuizen | Woonhuis                 | 1876                                | J.A. van Straaten jr. | Schoolstraat 2-10              | 52° 5' 28" NB, 5° 7' 43" OL | 514363 | Meer afbeeldingen |
| Oorsprong | Woonhuis                 | 1823, grootschalig verbouwd in 1879 |                       | Oorsprongpark 12               | 52° 5' 43" NB, 5° 8' 16" OL | 514425 | Meer afbeeldingen |
| Dubbel herenhuis, verbouwd tot appartementencomplex, gebouwd in neo-renaissancestijl en gelegen aan de singel langs de stadsbuitengracht | Woonhuis                 | 1872                                |                       | Wittevrouwensingel 26          | 52° 5' 39" NB, 5° 7' 40" OL | 514358 | Meer afbeeldingen |

### Galgenwaard
De buurt Galgenwaard kent totaal 9 rijksmonumenten:
- Voor de rijksmonumenten behorend bij de Werken tussen Fort De Bilt en de Lunetten, zie de Lijst van rijksmonumenten werken tussen Fort De Bilt en de Lunetten. Daarvan liggen 5 rijksmonumenten in de buurt Galgenwaard.

Daarnaast kent de buurt Galgenwaard nog de volgende 4 rijksmonumenten:
| Object                      | Oorspronkelijke functie? | Bouwjaar  | Architect | Locatie               | Coördinaten?                | Nr.?   | Afbeelding        |
| --------------------------- | ------------------------ | --------- | --------- | --------------------- | --------------------------- | ------ | ----------------- |
| Hoofdgebouw Kromhoutkazerne | Militair verblijfsgebouw | 1910-1912 |           | Campusplein 1         | 52° 4' 60" NB, 5° 8' 52" OL | 514411 | Meer afbeeldingen |
| Manschapsgebouw             | Militair verblijfsgebouw | 1911      |           | Campusplein 2         | 52° 5' 1" NB, 5° 8' 50" OL  | 514416 | Meer afbeeldingen |
| Poortgebouw                 | Militair wachtgebouw     | 1910-1912 |           | Campusplein 10        | 52° 5' 3" NB, 5° 8' 57" OL  | 514412 | Meer afbeeldingen |
| Toegangshek                 | Erfscheiding             | 1910-1912 |           | Campusplein bij 10    | 52° 5' 3" NB, 5° 8' 57" OL  | 514413 | Meer afbeeldingen |
| Regimentswoning             | Dienstwoning             | 1912      |           | Prins Hendriklaan 107 | 52° 5' 3" NB, 5° 8' 58" OL  | 514417 | Upload foto       |

### Lodewijk Napoleonplantsoen en omgeving
De buurt Lodewijk Napoleonplantsoen en omgeving kent 10 rijksmonumenten, die zijn gelegen op de begraafplaats Kovelswade. Zie voor een overzicht de Lijst van rijksmonumenten op begraafplaats Kovelswade. 

### Maarschalkerweerd
De buurt Maarschalkerweerd kent totaal 12 rijksmonumenten.
- Voor de rijksmonumenten bij de Lunetten op de Houtense Vlakte, zie de Lijst van rijksmonumenten Lunetten op de Houtense Vlakte. Daarvan liggen 9 rijksmonumenten in de buurt Maarschalkerweerd.

Daarnaast kent de buurt nog de volgende 3 rijksmonumenten:
| Object                            | Oorspronkelijke functie? | Bouwjaar | Architect | Locatie            | Coördinaten?                | Nr.?   | Afbeelding                        |
| --------------------------------- | ------------------------ | -------- | --------- | ------------------ | --------------------------- | ------ | --------------------------------- |
| Boerderij met bakhuis en hooiberg | Boerderij                | 18e eeuw |           | Blauwe-Vogelweg 23 | 52° 4' 51" NB, 5° 9' 20" OL | 450405 | Boerderij met bakhuis en hooiberg |
| Villa                             | Woonhuis                 | 1938     |           | Koningsweg 173     | 52° 3' 58" NB, 5° 9' 23" OL | 513963 | Meer afbeeldingen                 |
| Boerderij met schuur              | Boerderij                |          |           | Mytylweg 100       | 52° 4' 50" NB, 5° 9' 27" OL | 450463 | Meer afbeeldingen                 |

### Oudwijk
De buurt Oudwijk kent de volgende 16 rijksmonumenten.
| Object | Oorspronkelijke functie? | Bouwjaar           | Architect       | Locatie                        | Coördinaten?                | Nr.?   | Afbeelding                                                   |
| --- | ------------------------ | ------------------ | --------------- | ------------------------------ | --------------------------- | ------ | ------------------------------------------------------------ |
| Boerderij aan de Zonstraat 23 | Boerderij                | 18e eeuw           |                 | Zonstraat 23                   | 52° 5' 7" NB, 5° 7' 55" OL  | 450355 | Meer afbeeldingen                                            |
| Boerderij aan de Zonstraat 44 | Boerderij                | 17e eeuw, 2e helft |                 | Zonstraat 44                   | 52° 5' 7" NB, 5° 7' 59" OL  | 450397 | Meer afbeeldingen                                            |
| Hofje voor Protestantse Weduwen                                                                                                   | Woonhuis                 | 1873               |                 | Oudwijkerveldstraat 20 t/m 42  | 52° 5' 26" NB, 5° 8' 9" OL  | 514283 | Meer afbeeldingen                                            |
| Hofje voor protestantse weduwen                                                                                                   | Woonhuis                 | 1936               |                 | Oudwijkerveldstraat 14 t/m 18  | 52° 5' 26" NB, 5° 8' 8" OL  | 514284 | Meer afbeeldingen                                            |
| Hofje voor protestantse weduwen                                                                                                   | Woonhuis                 | 1936               |                 | Oudwijkerveldstraat 44 t/m 46  | 52° 5' 27" NB, 5° 8' 9" OL  | 514285 | Meer afbeeldingen                                            |
| Hofje voor protestantse weduwen                                                                                                   | Woonhuis                 | 1875               |                 | Oudwijkerveldstraat 48A t/m 58 | 52° 5' 26" NB, 5° 8' 10" OL | 514286 | Meer afbeeldingen                                            |
| Brandspuithuisje | Overheidsgebouw          | 1880               |                 | Wagenstraat 50                 | 52° 5' 24" NB, 5° 8' 3" OL  | 514287 | Brandspuithuisje                                             |
| Koningin Wilhelminaschool | Onderwijs en wetenschap  | 1918               | S.F Loeb        | Mecklenburglaan 3              | 52° 5' 4" NB, 5° 8' 16" OL  | 514289 | Meer afbeeldingen                                            |
| Woonhuis met garage | Woonhuis                 | 1928               | A. Kool         | Oudwijk 37                     | 52° 5' 27" NB, 5° 8' 25" OL | 514291 | Meer afbeeldingen                                            |
| Villa met ommuurde tuin | Woonhuis                 | 1914               |                 | Oudwijkerlaan 47               | 52° 5' 31" NB, 5° 8' 23" OL | 514292 | Meer afbeeldingen                                            |
| Eleëmosynee van Oudmunster | Woonhuis                 | 1861               |                 | Wolter Heukelslaan 8           | 52° 5' 26" NB, 5° 8' 6" OL  | 514293 | Meer afbeeldingen                                            |
| Reeks van drie geschakelde woonhuizen                                                                                             | Woonhuis                 | 1892-1894          | J.P. Houtzagers | Ramstraat 23                   | 52° 5' 36" NB, 5° 8' 22" OL | 514421 | Meer afbeeldingen                                            |
| Nieuwe Hollandse Waterlinie Cluster 41. Tussenstelling Rijnauwen - Vechten: Tankversperringen en Tankhindernis / (Anti)tankgracht | Kazemat                  | 1914-1940          |                 |                                |                             | 531277 | Upload foto                                                  |
| Tussenstelling Rijnauwen - Vechten: Gietstalen koepelkazematten type G                                                            | Kazemat                  | 1914-1940          |                 |                                |                             | 531280 | Upload foto                                                  |
| Tussen De Gagel en Ruigenhoek:: Groepsschuilplaatsen Type P.                                                                      | Militair verblijfsgebouw | 1939-1940          |                 |                                |                             | 532440 | Tussen De Gagel en Ruigenhoek:: Groepsschuilplaatsen Type P. |
| Tussen De Gagel en Ruigenhoek: Restanten / Reconstructie van loopgraven.                                                          | Militair verblijfsgebouw | 1939-1940          |                 |                                |                             | 532441 | Upload foto                                                  |

### Rijnsweerd
De buurt Rijnsweerd kent totaal 15 rijksmonumenten.
- Voor de rijksmonumenten bij Fort de Bilt zie de Lijst van rijksmonumenten op Fort de Bilt. Daarvan liggen 10 stuks in de zuidelijke helft van fort die binnen Rijnsweerd valt.
- Voor de rijksmonumenten behorend bij de Werken tussen Fort De Bilt en de Lunetten, zie de Lijst van rijksmonumenten werken tussen Fort De Bilt en de Lunetten. Daarvan liggen twee rijksmonumenten op de rand van Rijnsweerd.

Daarnaast kent de buurt nog de volgende 3 rijksmonumenten:
| Object                              | Oorspronkelijke functie? | Bouwjaar  | Architect       | Locatie                                       | Coördinaten?               | Nr.?   | Afbeelding        |
| ----------------------------------- | ------------------------ | --------- | --------------- | --------------------------------------------- | -------------------------- | ------ | ----------------- |
| Rietveldwoningen                    | Woonhuis                 | 1934      | Gerrit Rietveld | Erasmuslaan 1A/1B/3A/3B, Prins Hendriklaan 64 | 52° 5' 6" NB, 5° 8' 54" OL | 337877 | Meer afbeeldingen |
| Rietveldwoningen aan de Erasmuslaan | Woonhuis                 | 1930-1931 | Gerrit Rietveld | Erasmuslaan 5-11                              | 52° 5' 7" NB, 5° 8' 55" OL | 46958  | Meer afbeeldingen |
| Rietveld Schröderhuis               | Woonhuis                 | 1924      | Gerrit Rietveld | Prins Hendriklaan 50                          | 52° 5' 7" NB, 5° 8' 51" OL | 18329  | Meer afbeeldingen |

### Schildersbuurt
De Schildersbuurt kent de volgende 5 rijksmonumenten:
| Object                                                         | Oorspronkelijke functie? | Bouwjaar     | Architect            | Locatie                     | Coördinaten?               | Nr.?   | Afbeelding        |
| -------------------------------------------------------------- | ------------------------ | ------------ | -------------------- | --------------------------- | -------------------------- | ------ | ----------------- |
| St. Aloysiuskerk, vanwege het van oorsprong tweeklaviers orgel | Vanwege onderdelen kerk  | 1810 (orgel) |                      | Adriaen van Ostadelaan 2    | 52° 5' 2" NB, 5° 8' 23" OL | 498264 | Meer afbeeldingen |
| Woonblok van 42 flatwoningen in Amsterdamse Schoolstijl        | Appartementengebouw      | 1923         | J. en Th. Stuivinga  | Albert Neuhuysstraat 1 - 23 | 52° 5' 6" NB, 5° 8' 31" OL | 514427 | Upload foto       |
| Woonblok                                                       | Woonhuis                 | 1922         |                      | Frans Halsstraat 24         | 52° 5' 4" NB, 5° 8' 38" OL | 514420 | Upload foto       |
| Complex flatwoningen in Amsterdamse Schoolstijl                | Appartementengebouw      | 1923         | J. en Th. Stuivinga  | Rembrandtkade 52 - 66       | 52° 5' 6" NB, 5° 8' 28" OL | 514426 | Meer afbeeldingen |
| Woonhuis van Van Ravesteyn                                     | Werk-woonhuis            | 1932-1934    | Sybold van Ravesteyn | Prins Hendriklaan 112       | 52° 5' 3" NB, 5° 9' 4" OL  | 46959  | Meer afbeeldingen |

### Utrecht Science Park
De buurt Utrecht Science Park, tot 2018 De Uithof, kent totaal 12 rijksmonumenten.
- Voor de 9 rijksmonumenten op Fort Hoofddijk zie de Lijst van rijksmonumenten op Fort Hoofddijk.

Twee rijksmonumenten liggen gedeeltelijk in dit gebied; zie de sectie hieronder.
Daarnaast kent de buurt nog één ander rijksmonument:
| Object    | Oorspronkelijke functie? | Bouwjaar       | Architect | Locatie         | Coördinaten?                 | Nr.?   | Afbeelding        |
| --------- | ------------------------ | -------------- | --------- | --------------- | ---------------------------- | ------ | ----------------- |
| De Uithof | Boerderij                | vroeg 17e eeuw |           | Toulouselaan 45 | 52° 4' 50" NB, 5° 10' 29" OL | 450509 | Meer afbeeldingen |

#### Gedeeltelijk in Utrecht
De volgende twee rijksmonumenten bevindt zich grotendeels in de gemeente Bunnik, en deels in de gemeente Utrecht. 
Van de totaal 16 groepsschuilplaatsen die hieronder bedoeld worden, ligt er echter één in de gemeente Utrecht, namelijk net ten noorden van de Vossegatsedijk. De overige 15 groepsschuilplaatsen bevinden zich ten zuiden van de Vossegatsedijk.
| Object | Oorspronkelijke functie? | Bouwjaar  | Architect | Locatie | Coördinaten?                | Nr.?   | Afbeelding  |
| --- | ------------------------ | --------- | --------- | --- | --------------------------- | ------ | ----------- |
| Nieuwe Hollandse Waterlinie Cluster 43 Tussenstelling Utrecht: Groepsschuilplaatsen type P (totaal 16 stuks) | Kazemat                  | 1939-1940 |           | Vossegatsedijk, noordzijde van de weg, ca. 30m ten oosten van nr. 23 ligt een van de 16 groepsschuilplaatsen. | 52° 4' 44" NB, 5° 9' 46" OL | 531139 | Upload foto |

De hieronder bedoelde tankversperringen, te herkennen als sloten in het landschap, lopen grofweg vanaf de Toulouselaan (Utrecht Science Park) naar het zuidoosten, langs de oostkant van Fort Rijnauwen, en vervolgens zigzaggend naar het zuiden, langs de buurtschap Vechten tot aan de snelweg A12.
| Object                                                                        | Oorspronkelijke functie? | Bouwjaar  | Architect | Locatie          | Coördinaten?                 | Nr.?   | Afbeelding  |
| ----------------------------------------------------------------------------- | ------------------------ | --------- | --------- | ---------------- | ---------------------------- | ------ | ----------- |
| Tussen Fort bij Rijnauwen en Fort Vechten: Tankversperringen en Tankhindernis | Versperring              | 1914-1940 |           | Rhijnauwenselaan | 52° 3' 55" NB, 5° 10' 41" OL | 531091 | Upload foto |

### Watervogelbuurt
De Watervogelbuurt kent totaal 35 rijksmonumenten. 
- Voor de 26 rijksmonumenten op Begraafplaats Soestbergen, zie de Lijst van rijksmonumenten op begraafplaats Soestbergen.

Daarnaast kent de buurt nog de volgende 9 rijksmonumenten:
| Object                                                                                       | Oorspronkelijke functie? | Bouwjaar              | Architect      | Locatie            | Coördinaten?                | Nr.?   | Afbeelding        |
| -------------------------------------------------------------------------------------------- | ------------------------ | --------------------- | -------------- | ------------------ | --------------------------- | ------ | ----------------- |
| Soestbergen                                                                                  | Kasteel, buitenplaats    |                       |                | Gansstraat 167     | 52° 4' 43" NB, 5° 7' 42" OL | 514319 | Meer afbeeldingen |
| Martinushofje                                                                                | Woonhuis                 | 1884                  | A.G. Tollenaar | Gansstraat 87-109  | 52° 4' 45" NB, 5° 7' 34" OL | 514349 | Meer afbeeldingen |
| Martinushofje                                                                                | Woonhuis                 | 1884                  |                | Gansstraat 111-133 | 52° 4' 45" NB, 5° 7' 34" OL | 522632 | Meer afbeeldingen |
| Deel van veerhuis                                                                            | Transport                | 17e eeuw              |                | Ledig Erf 5        | 52° 4' 51" NB, 5° 7' 27" OL | 450450 | Upload foto       |
| Pand bestaande uit twee lagen, een schilddak met de nok loodrecht op de straat en een kelder | Woonhuis                 | 18e eeuw              |                | Oosterkade 4       | 52° 4' 50" NB, 5° 7' 27" OL | 450474 | Meer afbeeldingen |
| Boerderij van het 'Hallehuis'-type van een bouwlaag en een kap, opgedeeld in drie woonhuizen | Boerderij                |                       |                | Oosterkade 6       | 52° 4' 49" NB, 5° 7' 27" OL | 450475 | Meer afbeeldingen |
| Pand, waarschijnlijk gebouwd als tuinderswoning                                              | Woonhuis                 | eerste kwart 19e eeuw |                | Oude Houtensepad 1 | 52° 4' 38" NB, 5° 7' 54" OL | 450424 | Meer afbeeldingen |
| Landelijk huis                                                                               | Werk-woonhuis            | begin 19e eeuw        |                | Oude Houtensepad 2 | 52° 4' 39" NB, 5° 7' 55" OL | 450425 | Meer afbeeldingen |
| Dienstwoning                                                                                 | Dienstwoning             | 1900                  |                | Oude Houtensepad 3 | 52° 4' 33" NB, 5° 7' 55" OL | 514321 | Meer afbeeldingen |

### Wilhelminapark
De buurt Wilhelminapark kent de volgende 16 rijksmonumenten:
- Voor de rijksmonumenten behorend bij de Werken tussen Fort De Bilt en de Lunetten, zie de Lijst van rijksmonumenten werken tussen Fort De Bilt en de Lunetten. Daarvan liggen twee rijksmonumenten aan de rand van Wilhelminapark.

Daarnaast kent de buurt nog kent de volgende 14 rijksmonumenten:
| Object                                                                          | Oorspronkelijke functie? | Bouwjaar            | Architect                               | Locatie                  | Coördinaten?                | Nr.?   | Afbeelding        |
| ------------------------------------------------------------------------------- | ------------------------ | ------------------- | --------------------------------------- | ------------------------ | --------------------------- | ------ | ----------------- |
| Rij van tien geschakelde woonhuizen                                             | Woonhuis                 | 1898                | P.J. Houtzagers                         | Emmalaan 1-19            | 52° 5' 38" NB, 5° 8' 23" OL | 514424 | Meer afbeeldingen |
| Woonblok van vier geschakelde herenhuizen                                       | Woonhuis                 | 1898                | R. Rijksen                              | Emmalaan 21-27           | 52° 5' 35" NB, 5° 8' 25" OL | 514428 | Meer afbeeldingen |
| Reeks van drie geschakelde herenhuizen                                          | Woonhuis                 | 1898                | R. Rijksen                              | Emmalaan 29-33           | 52° 5' 34" NB, 5° 8' 25" OL | 514429 | Meer afbeeldingen |
| Reeks van 4 woonhuizen met voortuinen met ijzeren hek tussen gemetselde pijlers | Woonhuis                 | 1898                | R. Rijksen                              | Emmalaan 35-41           | 52° 5' 33" NB, 5° 8' 25" OL | 514430 | Meer afbeeldingen |
| Brug                                                                            | Brug                     | 1898                |                                         | Koningslaan tegenover 34 | 52° 5' 20" NB, 5° 8' 32" OL | 514408 | Meer afbeeldingen |
| Duiker                                                                          | Waterweg, werf en haven  | 1898                |                                         | Koningslaan tegenover 42 | 52° 5' 13" NB, 5° 8' 20" OL | 514407 | Upload foto       |
| Vier aangesloten herenhuizen                                                    | Woonhuis                 | 1906                |                                         | Koningslaan 49           | 52° 5' 16" NB, 5° 8' 34" OL | 514290 | Upload foto       |
| Het Hoogeland                                                                   | Woonhuis                 | 1825                | T.F. Suys, aangepast o.a. door C. Kramm | Museumlaan 2             | 52° 5' 42" NB, 5° 8' 26" OL | 36371  | Meer afbeeldingen |
| Nieuw Beresteyn                                                                 | Woonhuis                 | 1894                |                                         | Museumlaan 7             | 52° 5' 40" NB, 5° 8' 27" OL | 514379 | Meer afbeeldingen |
| Reeks van acht geshakelde woonhuizen                                            | Woonhuis                 | 1898                | P.J. Houtzagers                         | Ramstraat 2              | 52° 5' 38" NB, 5° 8' 22" OL | 514422 | Meer afbeeldingen |
| Deels vrijstaande woning met garage                                             | Werk-woonhuis            | 1927-1928 (ontwerp) | Gerrit Rietveld                         | Waldeck Pyrmontkade 20   | 52° 5' 4" NB, 5° 8' 22" OL  | 46957  | Meer afbeeldingen |
| Wilhelminapark, theehuis                                                        | Horeca                   | 1925                |                                         | Wilhelminapark 65        | 52° 5' 13" NB, 5° 8' 27" OL | 514405 | Meer afbeeldingen |
| Wilhelminapark, herdenkingsbank voor Joachimus Pieter Fockema Andreae           | Straatmeubilair          | 1926                |                                         | Wilhelminapark 42        | 52° 5' 17" NB, 5° 8' 22" OL | 514406 | Meer afbeeldingen |
| Wilhelminapark                                                                  | Tuin, park en plantsoen  | 1897-1898           |                                         | Wilhelminapark 42        | 52° 5' 17" NB, 5° 8' 25" OL | 514409 | Meer afbeeldingen |

## Overvecht
De wijk Overvecht kent totaal 57 rijksmonumenten in verschillende buurten. Zie hieronder een overzicht.

### Bedrijvengebied Overvecht
Het volgende rijksmonument ligt gedeeltelijk in de gemeente Utrecht:
| Object                                                                    | Oorspronkelijke functie? | Bouwjaar  | Architect | Locatie                                    | Coördinaten?                | Nr.?   | Afbeelding  |
| ------------------------------------------------------------------------- | ------------------------ | --------- | --------- | ------------------------------------------ | --------------------------- | ------ | ----------- |
| Historische tuin- en parkaanleg behorende tot de buitenplaats Slot Zuylen | Gebouw                   | 18de eeuw |           | Tussen Vechtdijk, 2e Polderweg en Slotlaan | 52° 7' 30" NB, 5° 4' 31" OL | 519612 | Upload foto |

### Neckardreef en omgeving
In de buurt Neckardreef en omgeving bevindt zich één rijksmonument:
| Object                 | Oorspronkelijke functie? | Bouwjaar | Architect | Locatie        | Coördinaten?               | Nr.?   | Afbeelding        |
| ---------------------- | ------------------------ | -------- | --------- | -------------- | -------------------------- | ------ | ----------------- |
| Watertoren Neckardreef | Nutsbedrijf              | 1934     | J. Pateer | Neckardreef 40 | 52° 7' 0" NB, 5° 7' 13" OL | 514451 | Meer afbeeldingen |

### Poldergebied Overvecht
Het Poldergebied Overvecht kent totaal 35 rijksmonumenten.
- Voor de 20 rijksmonumenten bij Fort Blauwkapel zie de Lijst van rijksmonumenten op Fort Blauwkapel.
- Voor de 13 rijksmonumenten bij Fort De Gagel zie de Lijst van rijksmonumenten op Fort de Gagel.

Daarnaast kent het Poldergebied Overvecht nog 2 rijksmonumenten:
| Object | Oorspronkelijke functie? | Bouwjaar              | Architect | Locatie   | Coördinaten?                | Nr.?  | Afbeelding |
| ------ | ------------------------ | --------------------- | --------- | --------- | --------------------------- | ----- | ---------- |
| Stuw   | Waterkering en -doorlaat | vermoedelijk 19e eeuw |           | Gageldijk | 52° 7' 44" NB, 5° 6' 13" OL | 47086 | Stuw       |

#### Deels in de gemeente Utrecht
Het volgende rijksmonument bevindt zich deels op het grondgebied van de gemeenten Stichtse Vecht en De Bilt. Van de totaal 26 groepsschuilplaatsen die hier aangeduid worden, liggen er 17 stuks op het grondgebied van de gemeente Utrecht, tussen de Gageldijk en de gemeentegrens met gemeente De Bilt.
| Object                                                                                              | Oorspronkelijke functie? | Bouwjaar  | Architect | Locatie | Coördinaten?                | Nr.?   | Afbeelding                                                                                          |
| --------------------------------------------------------------------------------------------------- | ------------------------ | --------- | --------- | --- | --------------------------- | ------ | --------------------------------------------------------------------------------------------------- |
| Nieuwe Hollandse Waterlinie Cluster 32. Tussen De Gagel en Ruigenhoek: Groepsschuilplaatsen Type P. | Bomvrij militair object  | 1939-1940 |           | Ten noorden van de Gageldijk; respectievelijk tussen Burg. Huydecoperweg en St.Antonieweg (15 stuks) en ten oosten van de St.Antonieweg (2 stuks) | 52° 7' 33" NB, 5° 7' 13" OL | 532323 | Nieuwe Hollandse Waterlinie Cluster 32. Tussen De Gagel en Ruigenhoek: Groepsschuilplaatsen Type P. |

#### Vervallen monumenten
De volgende objecten komen niet meer voor in het rijksmonumentenregister:
| Object | Oorspronkelijke functie? | Bouwjaar       | Architect | Locatie                | Coördinaten?                | Nr.?  | Afbeelding        |
| ------ | ------------------------ | -------------- | --------- | ---------------------- | --------------------------- | ----- | ----------------- |
| Stuw   | Waterkering en -doorlaat | vroeg 20e eeuw |           | Voordorpsedijk 2 (bij) | 52° 6' 54" NB, 5° 8' 33" OL | 26507 | Meer afbeeldingen |

### Vechtzoom-Noord, Klopvaart
De buurt Vechtzoom-Noord, Klopvaart kent totaal 15 rijksmonumenten.
- Voor de 13 rijksmonumenten op Fort aan de Klop of daarmee samenhangend, zie de Lijst van rijksmonumenten op Fort aan de Klop.

Daarnaast kent de buurt nog de volgende twee rijksmonumenten:
| Object                                        | Oorspronkelijke functie? | Bouwjaar            | Architect | Locatie           | Coördinaten?               | Nr.?   | Afbeelding        |
| --------------------------------------------- | ------------------------ | ------------------- | --------- | ----------------- | -------------------------- | ------ | ----------------- |
| Boerderijcomplex met woonhuis en compleet erf | Boerderij                | 17e eeuw (woonhuis) |           | Klopdijk 2        | 52° 7' 7" NB, 5° 5' 25" OL | 450370 | Meer afbeeldingen |
| Roosendaal, inrijhek                          | Tuin, park en plantsoen  |                     |           | Vechtdijk bij 151 | 52° 7' 6" NB, 5° 5' 33" OL | 18371  | Meer afbeeldingen |

### Zamenhofdreef en omgeving
De buurt Zamenhofdreef en omgeving kent de volgende 5 rijksmonumenten:
| Object                             | Oorspronkelijke functie?  | Bouwjaar                         | Architect           | Locatie            | Coördinaten?                | Nr.?   | Afbeelding        |
| ---------------------------------- | ------------------------- | -------------------------------- | ------------------- | ------------------ | --------------------------- | ------ | ----------------- |
| Vechthuis                          | Woonhuis                  | 16e eeuw met latere aanpassingen |                     | Jagerskade 13      | 52° 6' 25" NB, 5° 6' 26" OL | 450429 | Meer afbeeldingen |
| Brugwachtershuisje Rode Brug       | Bedieningsgebouw          | 1890-1895                        |                     | Jagerskade 2 (bij) | 52° 6' 24" NB, 5° 6' 26" OL | 514450 | Meer afbeeldingen |
| Joodse begraafplaats: poortgebouw  | Begraafplaats en -onderdl | 1889                             | Albert Nijland      | Zandpad 2          | 52° 6' 33" NB, 5° 6' 20" OL | 514447 | Meer afbeeldingen |
| Joodse begraafplaats: Lijkenhuisje | Begraafplaats en -onderdl | 1889                             | Albert Nijland      | Zandpad bij 2      | 52° 6' 33" NB, 5° 6' 19" OL | 514448 | Meer afbeeldingen |
| Joodse begraafplaats               | Begraafplaats en -onderdl | 1808, uitgebreid in 1889         | o.a. Albert Nijland | Zandpad bij 2      | 52° 6' 34" NB, 5° 6' 21" OL | 514449 | Meer afbeeldingen |

## Vleuten-De Meern
De wijk Vleuten-De Meern bevinden zich 83 rijksmonumenten in de volgende kernen en buurten.

### De Meern
Het dorp De Meern en omgeving, inclusief de buurt Veldhuizen en het bedrijvengebied Oudenrijn, tegenwoordig onderdeel van de Utrechtse wijk Vleuten-De Meern, kent 16 rijksmonumenten. Zie de Lijst van rijksmonumenten in De Meern.

### Haarzuilens
De plaats Haarzuilens telt 45 rijksmonumenten. Zie de Lijst van rijksmonumenten in Haarzuilens.

### Rijnenburg
De polder Rijnenburg kent 6 rijksmonumenten. Zie hieronder een overzicht.
| Object                                                                              | Oorspronkelijke functie? | Bouwjaar | Architect | Locatie            | Coördinaten?                | Nr.?  | Afbeelding        |
| ----------------------------------------------------------------------------------- | ------------------------ | -------- | --------- | ------------------ | --------------------------- | ----- | ----------------- |
| Boerderij, gepleisterd dwarshuis                                                    | Boerderij                | 17e eeuw |           | Nedereindseweg 509 | 52° 2' 31" NB, 5° 3' 35" OL | 30407 | Meer afbeeldingen |
| Boerderij, langhuis, afgewolfde topgevel, met riet gedekt                           | Boerderij                | 19e eeuw |           | Nedereindseweg 543 | 52° 3' 1" NB, 5° 2' 3" OL   | 30408 | Meer afbeeldingen |
| Boerderij, langhuis, gepleisterd, met uitgebouwde vleugel in verlengde van het huis | Boerderij                | 18e eeuw |           | Nedereindseweg 512 | 52° 2' 35" NB, 5° 3' 31" OL | 30414 | Meer afbeeldingen |
| Boerderij-woonhuis en bedrijfsgedeelte onder een bekapping                          | Boerderij                |          |           | Nedereindseweg 514 | 52° 2' 38" NB, 5° 3' 26" OL | 30415 | Meer afbeeldingen |
| Fraaie boerderij, langhuis, statige afgewolfde voorgevel                            | Boerderij                | 18e eeuw |           | Nedereindseweg 556 | 52° 2' 50" NB, 5° 2' 44" OL | 30416 | Meer afbeeldingen |
| Boerderij, langhuis, met uitgebouwde kamer                                          | Boerderij                | 18e eeuw |           | Nedereindseweg 578 | 52° 3' 5" NB, 5° 2' 0" OL   | 30417 | Meer afbeeldingen |

### Vleuten
De plaats Vleuten en omgeving, tegenwoordig onderdeel van de Utrechtse wijk Vleuten-De Meern, telt 26 inschrijvingen in het rijksmonumentenregister. Zie de Lijst van rijksmonumenten in Vleuten.

## West
De wijk West kent totaal 33 rijksmonumenten. 
- Voor de Kanaalweg, zie Lijst van rijksmonumenten in Utrecht (stad)/Kanaalweg. Daarvan liggen 11 rijksmonumenten in de wijk West.

Verder kent de wijk rijksmonumenten nog 22 andere rijksmonumenten verdeeld over verschillende buurten. Zie hieronder een overzicht.

### Laan van Nieuw Guinea, Spinozaplantsoen en omgeving
De buurt Laan van Nieuw Guinea, Spinozaplantsoen en omgeving kent totaal 3 rijksmonumenten.
- Voor de Kanaalweg, zie Lijst van rijksmonumenten in Utrecht (stad)/Kanaalweg. Daarvan ligt 1 rijksmonument in de buurt Laan van Nieuw Guinea, Spinozaplantsoen en omgeving.

Daarnaast kent buurt nog de volgende 2 rijksmonumenten:
| Object                                        | Oorspronkelijke functie? | Bouwjaar | Architect | Locatie       | Coördinaten?                | Nr.?   | Afbeelding                                    |
| --------------------------------------------- | ------------------------ | -------- | --------- | ------------- | --------------------------- | ------ | --------------------------------------------- |
| Sluiscomplex Merwedekanaal, 10 dienstwoningen | Woonhuis                 | 1890     |           | Keulsekade 24 | 52° 5' 25" NB, 5° 5' 24" OL | 514191 | Sluiscomplex Merwedekanaal, 10 dienstwoningen |
| Schotbalkloodsen                              | Waterkering en -doorlaat | 1906     |           | Keulsekade 34 | 52° 5' 27" NB, 5° 5' 21" OL | 514192 | Schotbalkloodsen                              |

### Leidseweg en omgeving
De buurt Leidseweg en omgeving kent de volgende 4 rijksmonumenten:
| Object             | Oorspronkelijke functie? | Bouwjaar  | Architect   | Locatie                  | Coördinaten?                | Nr.?   | Afbeelding        |
| ------------------ | ------------------------ | --------- | ----------- | ------------------------ | --------------------------- | ------ | ----------------- |
| Dubbele ophaalbrug | Brug                     | 1885-1886 |             | Leidseweg 90             | 52° 5' 20" NB, 5° 5' 28" OL | 522640 | Meer afbeeldingen |
| Rijksmunt          | Handel en kantoor        | 1903-1911 | C.H. Peters | Leidseweg 90             | 52° 5' 15" NB, 5° 5' 45" OL | 514180 | Meer afbeeldingen |
| Muntbrug           | Brug                     | 1887      |             | Leidseweg 90 (tegenover) | 52° 5' 13" NB, 5° 5' 42" OL | 514189 | Meer afbeeldingen |
| Abel Tasmanbrug    | Brug                     | 1906      |             | Leidseweg 90 (tegenover) | 52° 5' 16" NB, 5° 5' 43" OL | 514202 | Meer afbeeldingen |

### Lombok West
De buurt Lombok West kent de volgende 9 rijksmonumenten:
| Object                                                                             | Oorspronkelijke functie?  | Bouwjaar          | Architect | Locatie                          | Coördinaten?                | Nr.?   | Afbeelding        |
| ---------------------------------------------------------------------------------- | ------------------------- | ----------------- | --------- | -------------------------------- | --------------------------- | ------ | ----------------- |
| Terrein van "de Ster": molenerf                                                    | Industrie- en poldermolen |                   |           | Jan Pieterszoon Coenstraat bij 5 | 52° 5' 22" NB, 5° 6' 1" OL  | 335390 | Meer afbeeldingen |
| Terrein van "de Ster": Houtzaagmolen De Ster                                       | Industrie- en poldermolen | 1739/1999         |           | Jan Pieterszoon Coenstraat bij 5 | 52° 5' 23" NB, 5° 6' 2" OL  | 335395 | Meer afbeeldingen |
| Terrein van "de Ster": molenaarshuis                                               | Industrie- en poldermolen | 1721              |           | Jan Pieterszoon Coenstraat 5     | 52° 5' 21" NB, 5° 6' 0" OL  | 335400 | Meer afbeeldingen |
| Terrein van "de Ster": zuidelijke houtloods                                        | Opslag                    | 19e eeuw          |           | Jan Pieterszoon Coenstraat bij 5 | 52° 5' 22" NB, 5° 6' 1" OL  | 335436 | Meer afbeeldingen |
| Terrein van "de Ster": noordelijk houtloods                                        | Industrie- en poldermolen | 19e eeuw          |           | Jan Pieterszoon Coenstraat bij 5 | 52° 5' 23" NB, 5° 6' 1" OL  | 335441 | Meer afbeeldingen |
| Terrein van "de Ster": knechtswoning                                               | Industrie- en poldermolen | laat 19e eeuw     |           | Jan Pieterszoon Coenstraat bij 5 | 52° 5' 23" NB, 5° 6' 0" OL  | 335446 | Meer afbeeldingen |
| Terrein van "de Ster": westelijke open houtloods afkomstig van molen "De Bijgeval" | Industrie- en poldermolen | mogelijk 18e eeuw |           | Jan Pieterszoon Coenstraat bij 5 | 52° 5' 22" NB, 5° 5' 60" OL | 335451 | Meer afbeeldingen |
| St. Antonius van Padua                                                             | Kerk en kerkonderdeel     | 1902-1924         |           | Kanaalstraat 198                 | 52° 5' 27" NB, 5° 5' 48" OL | 514178 | Meer afbeeldingen |
| Pastorie van Sint-Antoniuskerk                                                     | Kerkelijke dienstwoning   | 1902              |           | Kanaalstraat 200                 | 52° 5' 27" NB, 5° 5' 45" OL | 514179 | Meer afbeeldingen |

### Oog in Al
De buurt Oog in Al kent totaal 13 rijksmonumenten.
- Voor de Kanaalweg, zie Lijst van rijksmonumenten in Utrecht (stad)/Kanaalweg. Daarvan liggen 6 rijksmonumenten in de buurt Oog in Al.

Daarnaast kent de buurt de volgende 7 rijksmonumenten:
| Object                                               | Oorspronkelijke functie? | Bouwjaar                                | Architect                | Locatie                     | Coördinaten?                | Nr.?   | Afbeelding        |
| ---------------------------------------------------- | ------------------------ | --------------------------------------- | ------------------------ | --------------------------- | --------------------------- | ------ | ----------------- |
| Stichtse Olie- en Lijnkoekenfabriek: directeursvilla | Werk-woonhuis            | 1906-1908                               |                          | Everard Meijsterlaan 3      | 52° 5' 17" NB, 5° 5' 24" OL | 514182 | Meer afbeeldingen |
| Dienstwoning Cereolfabriek                           | Bedieningsgebouw         | 1906                                    |                          | Everard Meijsterlaan 2A     | 52° 5' 19" NB, 5° 5' 26" OL | 514200 | Meer afbeeldingen |
| Dienstwoning Cereolfabriek                           | Bedieningsgebouw         | 1906                                    |                          | Everard Meijsterlaan 1      | 52° 5' 19" NB, 5° 5' 25" OL | 514201 | Meer afbeeldingen |
| Stichtse Olie- en Lijnkoekenfabriek veevoederfabriek | Werk-woonhuis            | 1906-1908                               |                          | Kanaalweg 91                | 52° 5' 20" NB, 5° 5' 24" OL | 514183 | Meer afbeeldingen |
| Huis Oog in Al                                       | Woonhuis                 | ca.1666, diverse malen daarna aangepast | stichter Everard Meyster | Park Oog in Al 1            | 52° 5' 13" NB, 5° 5' 33" OL | 18294  | Meer afbeeldingen |
| Huis Rhijnlust                                       | Kasteel, buitenplaats    | 18e eeuw                                |                          | Richard Wagnerlaan 22       | 52° 5' 2" NB, 5° 5' 18" OL  | 18330  | Meer afbeeldingen |
| Rietveldwoningen aan de Robert Schumannstraat        | Woonhuis                 | 1932                                    | Gerrit Rietveld          | Robert Schumannstraat 13-19 | 52° 5' 4" NB, 5° 5' 17" OL  | 46956  | Meer afbeeldingen |

### Welgelegen, Den Hommel
Voor de Kanaalweg, zie Lijst van rijksmonumenten in Utrecht (stad)/Kanaalweg. Daarvan liggen 4 rijksmonumenten in de buurt Welgelegen / Den Hommel.

## Zuid
De wijk Zuid kent 17 rijksmonumenten, allemaal gelegen in de subwijk Lunetten. Zie hieronder een overzicht.

### Lunetten
Totaal kent de subwijk Lunetten 17 rijksmonumenten.
- Voor de rijksmonumenten bij de Lunetten op de Houtense Vlakte, zie de Lijst van rijksmonumenten Lunetten op de Houtense Vlakte. Daarvan liggen 16 rijksmonumenten in de wijk Lunetten.

Daarnaast kent de subwijk nog één ander rijksmonument:
| Object      | Oorspronkelijke functie? | Bouwjaar                      | Architect | Locatie               | Coördinaten?                | Nr.?  | Afbeelding        |
| ----------- | ------------------------ | ----------------------------- | --------- | --------------------- | --------------------------- | ----- | ----------------- |
| Blauwe Huis | Boerderij                | wellicht 17e eeuw (oorsprong) |           | Nieuwe Houtenseweg 55 | 52° 4' 21" NB, 5° 8' 56" OL | 46954 | Meer afbeeldingen |

## Zuidwest
De wijk Zuidwest kent totaal 6 rijksmonumenten verdeeld over twee buurten. Zie hieronder een overzicht.

### Merwedekanaalzone
Voor de Kanaalweg, zie Lijst van rijksmonumenten in Utrecht (stad)/Kanaalweg. Daarvan liggen 3 rijksmonumenten in het bedrijvengebied de Merwedekanaalzone van de wijk Zuidwest.

### Rivierenwijk
De buurt Rivierenwijk kent de volgende 3 rijksmonumenten:
| Object                   | Oorspronkelijke functie? | Bouwjaar  | Architect        | Locatie         | Coördinaten?                | Nr.?   | Afbeelding        |
| ------------------------ | ------------------------ | --------- | ---------------- | --------------- | --------------------------- | ------ | ----------------- |
| Grafische school         | Onderwijs en wetenschap  | 1909      | E.G. Wentink jr. | Jutfaseweg 3A-G | 52° 4' 40" NB, 5° 7' 16" OL | 514463 | Meer afbeeldingen |
| Amaliastichting          | Gezondheidszorg          | 1873      |                  | Jutfaseweg 7    | 52° 4' 38" NB, 5° 7' 15" OL | 514461 | Meer afbeeldingen |
| Rudolph Magnus Instituut | Onderwijs en wetenschap  | 1925-1927 |                  | Vondellaan 6    | 52° 4' 43" NB, 5° 7' 10" OL | 514462 | Meer afbeeldingen |

## Beschermde gezichten
- Rijksbeschermd gezicht Blauwkapel
- Rijksbeschermd gezicht Haarzuilens
- Rijksbeschermd gezicht Utrecht
- Rijksbeschermd gezicht Utrecht - Zuilen-Elinkwijk
- Rijksbeschermd gezicht Utrecht Oost